# Где ты, там я
Где ты, там я руске певачице Њуша

## О песми
Први извештаји о песми и припремама видео спота појавили су се у мају 2015. Према критичарима музички аранжман песме је као мешавина Евроденса и Рејва, а визуелно у стилу Боливуда изузетно еклектичан.

## Спот
Видео спот је направљен у стилу индијске музике и индијског филма. Сам видео је снимљен у Кијеву. Пре снимања певачица је узела курс индијског плеса. Директор видео снимка је Сергеј Солодкиј, раније аутор видео спотова групе ВИА Гра и БиС, певачице Верe Брежњевe и других извођача.